# Out of Sync
Out of Sync (Engels voor niet synchroon) is de titel van de autobiografie van de Amerikaanse zanger Lance Bass. Het bevat een introductie door Marc Eliot, een biograaf van The New York Times. Het boek werd uitgegeven op 23 oktober 2007 door Simon Spotlight Entertainment, een divisie van Simon & Schuster en debuteerde op de New York Times-bestsellerslijst.
Het 208 pagina's tellende Engelstalige boek heeft acht hoofdstukken, gevolgd door een hoofdstuk met kort commentaar over belangrijke personen uit het leven van Bass, inclusief zijn vier bandleden uit *NSYNC. Het boek volgt Bass wanneer hij opgroeit in landelijk Mississippi, zijn stijgende bekendheid als lid van *NSYNC, de ervaringen die hij opdoet tijdens een training om ruimtevaarder te worden en eindigt met zijn ervaringen tijdens zijn coming-out. Bass vertelt ook over zijn relaties, eerste seksuele ervaring en zijn strijd om zijn geaardheid verborgen te houden gedurende zijn dagen als lid van *NSYNC.